# 筑波鉄道筑波線
筑波線（つくばせん）は、かつて茨城県土浦市の土浦駅と茨城県西茨城郡岩瀬町（現・桜川市）の岩瀬駅とを結んでいた筑波鉄道（現・関鉄筑波商事）の鉄道路線である。国鉄分割民営化と同日の1987年（昭和62年）4月1日に廃止された。

## 概要
茨城県南西部、筑波山地西麓の外縁に沿って国鉄常磐線土浦駅と水戸線岩瀬駅を結んでいた非電化路線。1914年（大正3年）に設立された筑波鉄道（初代）によって敷設され、1918年（大正7年）に土浦駅 - 岩瀬駅間が開業した。
岩瀬から先、真岡を経て宇都宮への延伸計画（宇岩線）も存在したが1934年（昭和9年）に免許が失効している。
その後、モータリゼーションの進行などにより乗客が減少し、1979年（昭和54年）に筑波鉄道（2代目）として鉾田線（鹿島鉄道）とともに関東鉄道から分離された。分離後、様々な合理化を行ったが経営は好転せず、1984年（昭和59年）には沿線自治体に事業廃止を申し入れた。1985年（昭和60年）10月1日からの1年間、回数券3割補助などの助成を行ったが乗客は増加せず、1987年（昭和62年）3月31日の運行を最後に翌4月1日に廃止された。後に筑波鉄道株式会社は関鉄筑波商事株式会社に社名変更して存続していたが、2025年（令和7年）6月1日付をもって関東鉄道に吸収合併されることとなり、会社としても歴史に幕を下ろすこととなった。
筑波線は旧筑波町域を通過していたため、1960年代より開発の進む筑波研究学園都市からは大きく離れていた。

## 路線データ
- 路線距離（営業キロ）：40.1 km[1]
- 軌間：1067 mm[1]
- 駅数：18駅（起終点駅含む）
- 複線区間：なし（全線単線）
- 電化区間：なし（全線非電化[1]）
- 閉塞方式：特殊自動閉塞式（廃止時）
- 車両基地所在駅：真鍋信号所

## 歴史

### 年表
- 1911年（明治44年）4月20日：土浦 - 岩瀬間の軽便鉄道（軌間762 mm）の免許取得[9]。
- 1913年（大正2年）3月：軌間1067 mmに変更。
- 1914年（大正3年）4月11日：筑波鉄道（初代）設立[10]。
- 1918年（大正7年）
  - 4月17日：土浦 - 岩瀬間が開業（軌間1067 mm・蒸気動力）。ただし筑波 - 岩瀬間は機関車の不足により鉄道院の監査が受けられず開業と同時に運休処置が取られ、営業開始区間は土浦 - 筑波間であった[11]。
  - 6月7日：筑波 - 真壁間が営業開始[12]。
  - 9月7日：真壁 - 岩瀬間が営業開始[13]。
- 1922年（大正11年）3月20日：樺穂駅開業[2]。
- 1928年（昭和3年）5月26日：鉄道免許状下付（西茨城郡岩瀬町-宇都宮市間）[14]。
- 1934年（昭和9年）1月23日：鉄道免許失効（西茨城郡岩瀬町-宇都宮市間 指定ノ期限マテニ工事施工認可申請ヲ為ササルタメ）[6]。
- 1937年（昭和12年）
  - 内燃動力の併用を開始。
  - 常陸大貫駅、伊佐々駅開業[2]。
- 1943年（昭和18年）：常陸大貫駅、伊佐々駅廃止[2]。
- 1945年（昭和20年）3月20日：筑波鉄道が常総鉄道（常総線を運営）と合併して常総筑波鉄道となり、同社の筑波線となる。
- 1950年（昭和25年）2月17日：田土部駅開業[2]。
- 1955年（昭和30年）
  - 10月1日：坂田駅開業[2]。
  - 12月23日：東飯田駅開業[2]。
- 1957年（昭和32年）12月14日：常陸桃山駅開業。
- 1959年（昭和34年）
  - 7月1日：真鍋駅が旅客営業廃止で貨物駅となる[2]。新土浦駅、酒寄駅開業[2]。
  - 9月20日：急行「つくばね」の運行を開始[15]。
- 1960年（昭和35年）9月20日：水戸線小山駅までの乗り入れを開始[15]。
- 1965年（昭和40年）
  - 3月19日：水戸線乗り入れを廃止[15]。
  - 6月1日：常総筑波鉄道が鹿島参宮鉄道（竜ヶ崎線および後の鹿島鉄道線を運営）と合併して関東鉄道となる[16]。
- 1968年（昭和43年）3月26日：土浦市真鍋町地内の踏切で下り列車と一時停止を無視して侵入したダンプカーが衝突。乗客約30人が重軽傷を負う被害[17]。
- 1979年（昭和54年）
  - 3月6日：筑波鉄道（2代目）設立[18]。
  - 4月1日： 関東鉄道が筑波鉄道に筑波線を譲渡[16]。
- 1981年（昭和56年）8月12日：貨物営業廃止。真鍋駅を真鍋信号所に変更[2]。
- 1984年（昭和59年）11月2日：沿線自治体に事業廃止を申し入れ[19]。
- 1987年（昭和62年）4月1日：全線廃止[16][19]。

## 運行形態

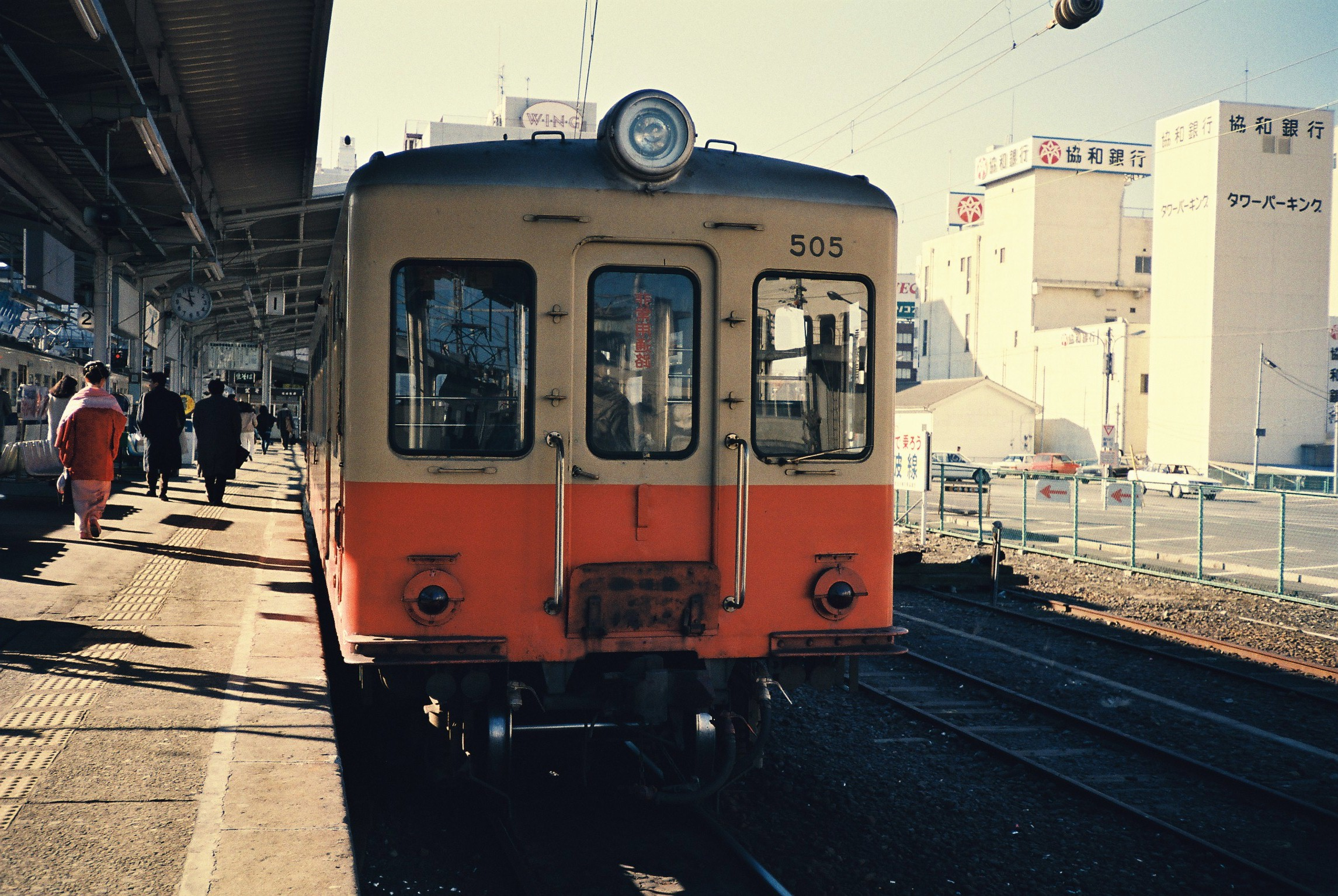
キハ500

定期列車は全て普通列車で、1時間に1,2本の運行で土浦駅 - 岩瀬駅を70分ほどで走破していた。土浦駅 - 岩瀬駅の通し運転を中心とするほか、土浦駅 - 真壁駅や真壁駅での夜間停泊の関係で真壁駅 - 岩瀬駅の区間便が運行されていた。

### 急行「つくばね」
1960年代まで土浦駅から筑波駅まで運行されていた急行列車。キハ500形を用い1日1.5往復が運転され、土浦駅 - 筑波駅間30分ノンストップで結んでいた。
なお、1958年までは上野駅 - 水戸駅間で、1985年まで上野駅 - 勝田駅間で同名の列車が運行されていたが、本列車と直接の関係はない。

### 定期直通列車
1965年まで土浦駅から栃木県小山市の小山駅まで直通列車が運行されていた。当列車は岩瀬駅で水戸線普通列車と併結し、下館駅では真岡線と併結する多層建て列車であった。
気動車不足で岩瀬 - 下館間の増発を出来ずにいた水戸鉄道管理局の思惑と合致し利用は好調であったが、豪華仕様であったキハ500/キハ800を混雑輸送に使うことや車両使用料から常総筑波鉄道側が不満を持ち、同社から直通廃止の申し入れがなされた。

### 臨時列車

#### 筑波（つくば）
1984年まで春季秋季を中心に設定されていた、常磐線上野駅から土浦駅を経由し筑波駅まで直通する列車。車両は12系客車を使用し、上野駅 - 筑波駅間を2時間半ほどで結んでいた。上野駅から土浦駅まで快速運転を行い、土浦駅では機関車の付け替えや入換の関係で20分から40分の停車時間が設けられていた。
- 常磐線内の停車駅：上野駅 - 日暮里駅 - 松戸駅 - 我孫子駅 - 取手駅 - 土浦駅（1979年時点）

#### つくば山
1960年代まで設定されていた、常磐線日立駅から友部駅、岩瀬駅を経由し筑波駅まで直通する列車。各駅に停車する気動車列車で、日立駅 - 筑波駅間を2時間20分で走破していた。

#### しらぎく
1959年から1963年の11月、笠間稲荷神社菊まつりの時期に真鍋駅（新土浦駅） - 岩瀬駅 - 笠間駅間で運転された列車。

## 車両
廃止時点で在籍していたのは、気動車7形式10両、ディーゼル機関車1形式1両、貨車1形式2両の計13両で、1987年（昭和62年）4月1日付けですべて除籍された。このうち、キハ30形（キハ301）、キハ500形（キハ503）、キハ504形（キハ504・505）は関東鉄道常総線の水海道機関区に回送されたが、301のみがキハ300形（キハ301）として6月に入籍され、他は解体された。
また、1985年（昭和60年）廃車のキハ461は、愛好家により公園に保存されていたが、2007年（平成19年）から埼玉県さいたま市の鉄道博物館に展示されている（後述）。

### 廃止時の車両
キハ300形（2代）（キハ301）
元国鉄キハ30形キハ30 16。前面の行先表示器が埋められ、塗装が塗り替えられたほかは原型を留めていた。
キハ500形（キハ503）
1959年製造の日本車輌製造東京支店で新製された片側片開き2ドア、両運転台の18m級気動車でセミクロスシート
キハ504形（キハ504・505）
1959年製造の日本車輌製造東京支店で新製された片側片開き2ドア、両運転台の18m級気動車でセミクロスシート。同じ時期に製造されたキハ500形とは空気ばね台車である点が異なる。
キハ510形（2代）（キハ511）
元江若鉄道キハ5120
キハ760形（キハ761-763）
元雄別鉄道のキハ49200形（キハ49200Y1-3）
キハ810形（キハ811）
元雄別鉄道キハ100形（キハ104）
キハ820形（キハ821）
元国鉄キハ10形気動車のキハ10 47
DD501形 (DD501)
新三菱重工製。センターキャブのロッド式ディーゼル機関車
上記の他、車籍のないキハ540形キハ541とキハ460形キハ461が保管されていた。

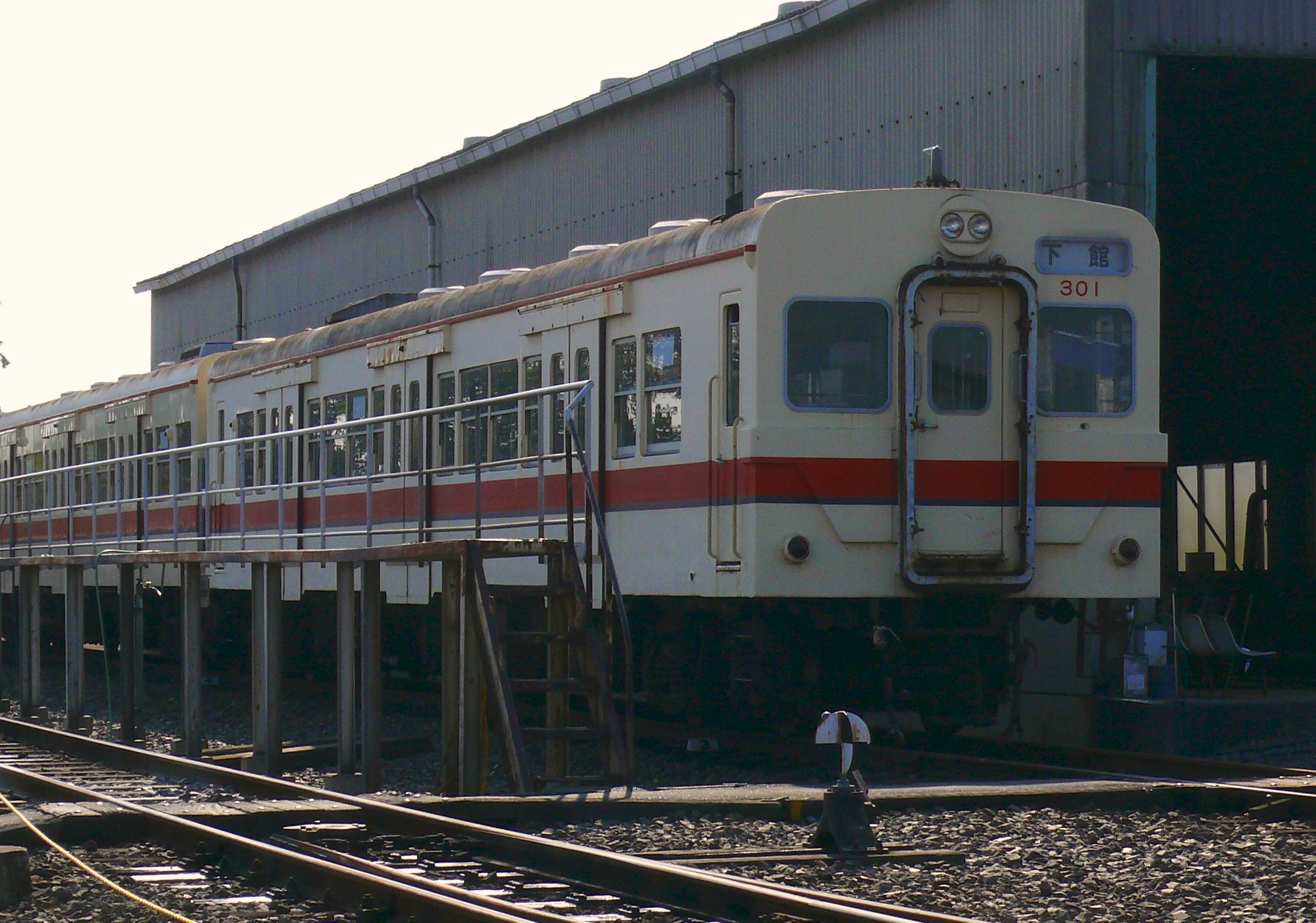
関東鉄道へ譲渡されたキハ301。塗装が変更されている。 （2007年11月 水海道車両基地）

### 路線廃止前に廃車

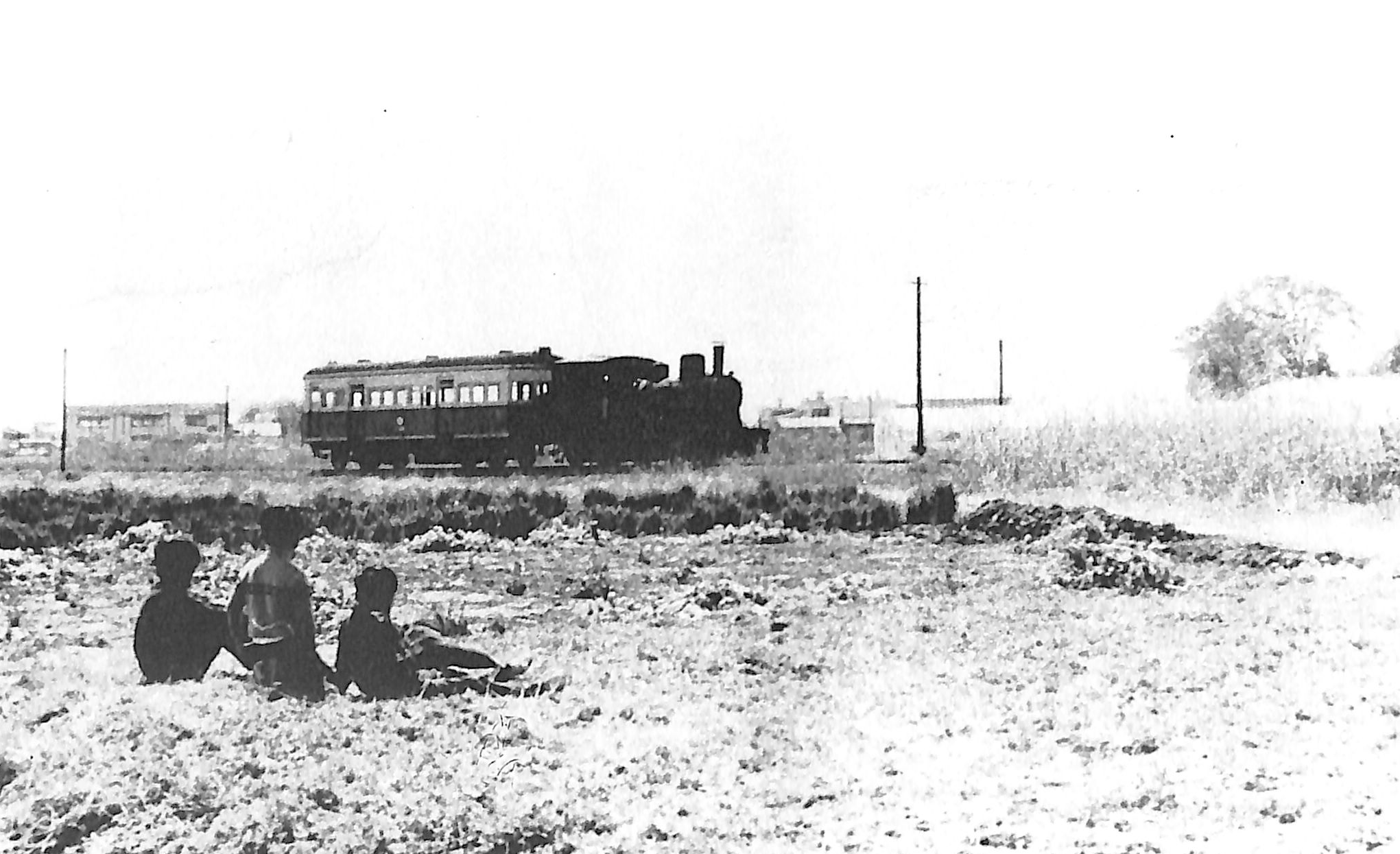
虫掛駅付近を走る機関車（1935年頃）。

キクハ10形（キクハ11）
1957年日本車輌製で、ホハ1001として新製。当時としても少し古めかしいスタイルだった。すぐにキサハ53に改番され、後にエンジンを積んでキハ511（初代）となり、後に再びエンジンをおろしてキクハ11となった。筑波鉄道廃止直前に解体。
キサハ50形（キクハ50）
新宮鉄道の国鉄買収車。当初は常総線に配置され、キホハ63、後にキハ312（初代）となった。その後エンジンを下ろしてキサハ50と改番された。1970年廃車。
キサハ70形（キサハ71）
元江若鉄道キニ9形キニ10。江若鉄道時代に付随車化されてハ5010となったものを1969年の江若鉄道線廃止時にキハ5211・5212と同時に譲り受け、当初は竜ヶ崎線へ配置となったが、1971年のワンマン化実施で常総線へ転属し、その後筑波線へ再転属となった。1974年廃車。
キハ300形（初代）（キハ301-303）
1937年日本車両製。筑波鉄道（初代）唯一の自社発注ガソリンカー。偏心台車を使っていた。302は1963年に南部縦貫鉄道に移籍、キハ103となった。301と303が機械式気動車の淘汰で1970年に廃車になったが、南部縦貫鉄道に行った302は1980年まで使用された。
キハ310形（初代）（キハ311）
元国鉄キハ40009。1970年に廃車となった。
キハ400形（キハ401・402）
播丹鉄道の国鉄買収車。高知鉄道キハニ2000の正面を丸妻4枚窓にして、荷物室をなくしたようなスタイルの車両。401は1974年に、402は一足早く1972年に廃車になった。
キハ460形（キハ461・462）
元北陸鉄道キハ5211・5212
鉄道省キハ41056 = 国鉄キハ04 8→遠州鉄道キハ802→北陸鉄道キハ5211→関東鉄道キハ461
国鉄キハ04 6→遠州鉄道キハ801→北陸鉄道キハ5212→関東鉄道キハ462
関東鉄道ではほぼキハ41000系統が淘汰された頃になってから転入してきた。これは、通常のキハ41000より大型のエンジンを搭載している上に、液体式変速機を備えて総括制御化されていることが理由という説もある。461は1985年に、462は一足早く1981年に廃車になった。461は除籍後も車庫で保存され、廃線後は愛好家達によって整備されて、つくば市さくら交通公園（旧・新治郡桜村）に保存されていたが、屋根の腐食（雨漏り）が激しい状態であった。しかし、現存する数少ないキハ41000として2007年に開館する鉄道博物館（埼玉県さいたま市）に収蔵されることになり、東日本鉄道文化財団に寄贈された。
キハ540形（キハ541）
元北陸鉄道キハ5301（1957年日本車輌製）当初は付随車だったが、1963年にエンジンを搭載、気動車になった。両端のバケットが特徴的だったが、廃止より前に休車になっていた。
キハ705形（キハ705-707）
後に常総線のキハ610形（705→613、706→614、707→611）に改造される。
キハ810形（キハ812）
元雄別鉄道キハ105、廃止直前の1985年11月1日、踏切事故に遭遇し大破、廃車
キハ40084形（キハ40084）
常総線から転入、1972年廃車
キハ41000形
元国鉄キハ04。41005・41006は後に鉾田線に転属、トルコン化、総括制御化、片運転台化され、キハ411・412となる。
ホハフ200形（2代）（ホハフ201）
北海道鉄道キハ502→弘南鉄道ホハ2→関東鉄道ホハフ201（2代）、1972年廃車

## 利用状況

### 輸送実績
筑波線の近年の輸送実績を下表に記す。表中、輸送人員の単位は万人。輸送人員は年度での値。表中、最高値を赤色で、最高値を記録した年度以降の最低値を青色で、最高値を記録した年度以前の最低値を緑色で表記している。
| 年度別輸送実績     | 年度別輸送実績                  | 年度別輸送実績                  | 年度別輸送実績                  | 年度別輸送実績                  | 年度別輸送実績  | 年度別輸送実績      | 年度別輸送実績                   |
| 年 度              | 輸送実績（乗車人員）：万人/年度 | 輸送実績（乗車人員）：万人/年度 | 輸送実績（乗車人員）：万人/年度 | 輸送実績（乗車人員）：万人/年度 | 輸送密度 人/1日 | 貨物輸送量 万t/年度 | 特 記 事 項                      |
| ------------------ | ------------------------------- | ------------------------------- | ------------------------------- | ------------------------------- | --------------- | ------------------- | -------------------------------- |
| 年 度              | 通勤定期                        | 通学定期                        | 定 期 外                        | 合計                            | 輸送密度 人/1日 | 貨物輸送量 万t/年度 | 特 記 事 項                      |
| 1975年（昭和50年） | 67.1                            | 107.7                           | 123.0                           | 297.8                           | 2,487           | 1.2                 |                                  |
| 1976年（昭和51年） | 56.9                            | 97.3                            | 110.0                           | 265.1                           | 2,202           | 1.2                 |                                  |
| 1977年（昭和52年） | 51.2                            | 90.1                            | 107.9                           | 249.3                           | 2,052           | 1.3                 |                                  |
| 1978年（昭和53年） | 49.5                            | 82.3                            | 94.6                            | 226.4                           | 1,824           | 1.6                 |                                  |
| 1979年（昭和54年） | 38.8                            | 77.8                            | 88.8                            | 205.5                           | 1,637           | 1.5                 | 関東鉄道が筑波鉄道に筑波線を譲渡 |
| 1980年（昭和55年） | 36.3                            | 78.8                            | 86.4                            | 201.6                           | 1,600           | 1.2                 |                                  |
| 1981年（昭和56年） | 33.1                            | 72.1                            | 76.8                            | 182.1                           | 1,434           | 0.4                 | 貨物営業廃止                     |
| 1982年（昭和57年） | 29.5                            | 68.6                            | 71.6                            | 169.7                           | 1,307           | 0.0                 |                                  |
| 1983年（昭和58年） | 27.7                            | 60.4                            | 67.4                            | 155.4                           | 1,194           | 0.0                 |                                  |
| 1984年（昭和59年） | 25.6                            | 57.2                            | 63.9                            | 146.8                           | 1,130           | 0.0                 | 沿線自治体に事業廃止を申し入れ   |
| 1985年（昭和60年） | 19.4                            | 52.7                            | 58.5                            | 130.6                           | 1,024           | 0.0                 |                                  |
| 1986年（昭和61年） | 14.2                            | 47.1                            | 63.2                            | 124.5                           | 988             | 0.0                 |                                  |
| 1987年（昭和62年） | 0.0                             | 0.0                             | 0.0                             | 0.0                             | 0               | 0.0                 | 全線廃止                         |

### 収入実績
筑波線の近年の収入実績を下表に記す。表中、収入の単位は千円。数値は年度での値。表中、最高値を赤色で、最高値を記録した年度以降の最低値を青色で、最高値を記録した年度以前の最低値を緑色で表記している。
| 年度別収入実績     | 年度別収入実績          | 年度別収入実績          | 年度別収入実績          | 年度別収入実績          | 年度別収入実績          | 年度別収入実績          | 年度別収入実績     | 年度別収入実績   |
| 年 度              | 旅客運賃収入：千円/年度 | 旅客運賃収入：千円/年度 | 旅客運賃収入：千円/年度 | 旅客運賃収入：千円/年度 | 旅客運賃収入：千円/年度 | 貨物運輸 収入 千円/年度 | 運輸雑収 千円/年度 | 総合計 千円/年度 |
| ------------------ | ----------------------- | ----------------------- | ----------------------- | ----------------------- | ----------------------- | ----------------------- | ------------------ | ---------------- |
| 年 度              | 通勤定期                | 通学定期                | 定 期 外                | 手小荷物                | 合 計                   | 貨物運輸 収入 千円/年度 | 運輸雑収 千円/年度 | 総合計 千円/年度 |
| 1975年（昭和50年） | 171,736                 | ←←←←                    | 243,673                 | 3,394                   | 418,803                 | 1,966                   | 12,220             | 432,989          |
| 1976年（昭和51年） | 189,623                 | ←←←←                    | 275,628                 | 4,017                   | 469,267                 | 2,443                   | 15,036             | 486,746          |
| 1977年（昭和52年） | 178,898                 | ←←←←                    | 270,307                 | 4,676                   | 453,882                 | 3,333                   | 8,179              | 465,396          |
| 1978年（昭和53年） | 194,960                 | ←←←←                    | 296,150                 | 3,845                   | 494,955                 | 4,409                   | 10,185             | 509,550          |
| 1979年（昭和54年） | 183,551                 | ←←←←                    | 284,766                 | 3,479                   | 471,797                 | 4,286                   | 15,948             | 492,033          |
| 1980年（昭和55年） | 177,549                 | ←←←←                    | 285,318                 | 2,703                   | 465,570                 | 4,618                   | 20,324             | 490,513          |
| 1981年（昭和56年） | 191,503                 | ←←←←                    | 295,426                 | 1,680                   | 488,609                 | 2,274                   | 20,655             | 511,539          |
| 1982年（昭和57年） | 175,032                 | ←←←←                    | 282,387                 | 1,099                   | 458,518                 | 0                       | 24,083             | 482,601          |
| 1983年（昭和58年） | 176,486                 | ←←←←                    | 296,677                 | 636                     | 473,799                 | 0                       | 24,387             | 498,186          |
| 1984年（昭和59年） | 164,237                 | ←←←←                    | 288,149                 | 0                       | 452,385                 | 0                       | 25,687             | 478,072          |
| 1985年（昭和60年） | 140,577                 | ←←←←                    | 267,844                 | 0                       | 408,421                 | 0                       | 20,947             | 429,368          |
| 1986年（昭和61年） | 118,924                 | ←←←←                    | 285,259                 | 0                       | 404,183                 | 0                       | 22,915             | 427,098          |
| 1987年（昭和62年） | 0                       | ←←←←                    | 0                       | 0                       | 0                       | 0                       | 0                  | 0                |

## 駅一覧
全駅茨城県に所在。接続路線の事業者や所在地の名称などは営業最終日時点のもの。
| 駅名       | 駅間キロ | 累計キロ | 接続路線             | 所在地          | 所在地          |
| ---------- | -------- | -------- | -------------------- | --------------- | --------------- |
| 土浦駅     | 0.0      | 0.0      | 日本国有鉄道：常磐線 | 土浦市          | 土浦市          |
| 真鍋信号所 | 1.5      | 1.5      |                      | 土浦市          | 土浦市          |
| 新土浦駅   | 0.2      | 1.7      |                      | 土浦市          | 土浦市          |
| 虫掛駅     | 2.2      | 3.9      |                      | 土浦市          | 土浦市          |
| 坂田駅     | 1.9      | 5.8      |                      | 新治郡 新治村   | 新治郡 新治村   |
| 常陸藤沢駅 | 1.8      | 7.6      |                      | 新治郡 新治村   | 新治郡 新治村   |
| 田土部駅   | 2.1      | 9.7      |                      | 新治郡 新治村   | 新治郡 新治村   |
| 常陸小田駅 | 3.3      | 13.0     |                      | 筑波郡 筑波町   | 筑波郡 筑波町   |
| 常陸北条駅 | 2.7      | 15.7     |                      | 筑波郡 筑波町   | 筑波郡 筑波町   |
| 筑波駅     | 4.5      | 20.2     |                      | 筑波郡 筑波町   | 筑波郡 筑波町   |
| 上大島駅   | 2.7      | 22.9     |                      | 筑波郡 筑波町   | 筑波郡 筑波町   |
| 酒寄駅     | 0.9      | 23.8     |                      | 真壁郡          | 真壁町          |
| 紫尾駅     | 3.1      | 26.9     |                      | 真壁郡          | 真壁町          |
| 常陸桃山駅 | 1.3      | 28.2     |                      | 真壁郡          | 真壁町          |
| 真壁駅     | 2.0      | 30.2     |                      | 真壁郡          | 真壁町          |
| 樺穂駅     | 1.9      | 32.1     |                      | 真壁郡          | 真壁町          |
| 東飯田駅   | 2.3      | 34.4     |                      | 真壁郡          | 大和村          |
| 雨引駅     | 1.1      | 35.5     |                      | 真壁郡          | 大和村          |
| 岩瀬駅     | 4.6      | 40.1     | 日本国有鉄道：水戸線 | 西茨城郡 岩瀬町 | 西茨城郡 岩瀬町 |

### 路線廃止前の廃止駅
- 常陸大貫駅：常陸北条駅 - 筑波駅間に所在。1943年廃止。
- 伊佐々駅：紫尾駅 - 真壁駅間に所在。1943年廃止。

### 路線廃止前の接続路線
- 樺穂駅：樺穂興業 - 1923年8月28日開業、1954年9月30日廃止。

## 廃線跡
廃線跡はほぼ全線がサイクリングロードとなり、多くの駅跡にはホームが残っている。サイクリングロードは元々茨城県道501号桜川土浦自転車道線（愛称：つくばりんりんロード）として指定されていたが、2016年（平成28年）に霞ヶ浦を周回するサイクリングロード（茨城県道504号潮来土浦自転車道線）と接続・統合され、茨城県道505号桜川土浦潮来自転車道線（愛称：つくば霞ヶ浦りんりんロード）の一部となっている。

## 代替バス

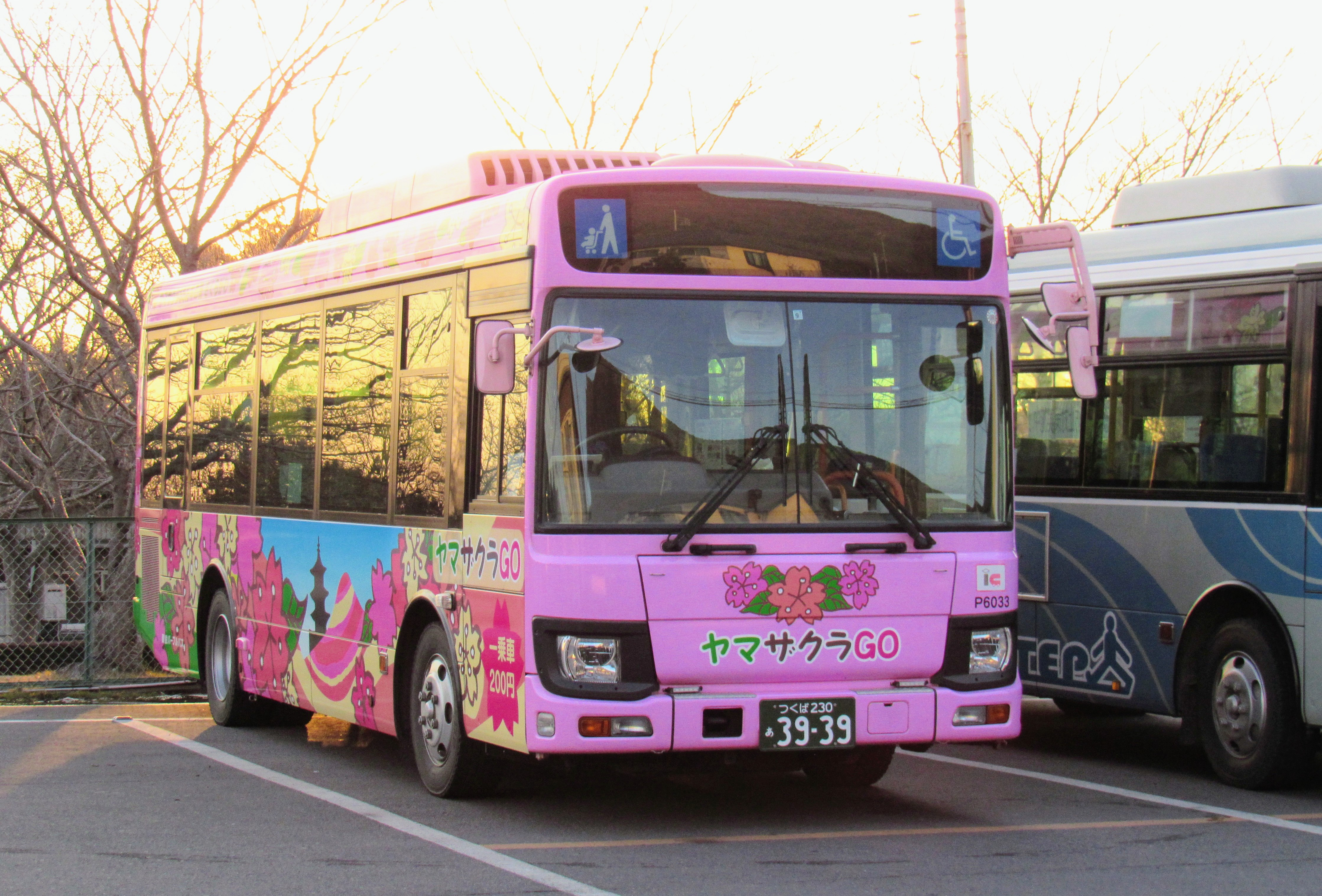
代替バスの流れを汲む桜川市バス「ヤマザクラGO」

筑波線の廃止後、関東鉄道は筑波駅（後の筑波山口バスターミナル）から岩瀬駅（岩瀬中央公民館）まで路線バス（廃止代替バス）を運行していた。後に代替バスも廃止され、同区間を関東鉄道（旧関鉄パープルバス）が桜川市・つくば市間広域連携バスとして運行している。
筑波線廃止前から運行されていた土浦駅 - 筑波駅間については後述する。

### 路線・全停留所（廃止済）
2024年現在運行されているバスについては「桜川市・つくば市間広域連携バス」を参照
| 通過市町村                | 筑波線廃止代替バス                                                            | 岩瀬・真壁急行バス                                                                          |
| ------------------------- | ----------------------------------------------------------------------------- | ------------------------------------------------------------------------------------------- |
|                           | 土浦駅 ※真壁止りの一部便                                                      | つくばセンター （つくばエクスプレスつくば駅）                                               |
| 土浦駅 - 筑波山口線と同じ | （停車無し）                                                                  |                                                                                             |
| つくば市筑波地区          | 筑波山口                                                                      | 筑波山口                                                                                    |
| つくば市筑波地区          | 馬場                                                                          | （通過）                                                                                    |
| つくば市筑波地区          | 郡道橋                                                                        | （通過）                                                                                    |
| つくば市筑波地区          | 国松入口                                                                      | （通過）                                                                                    |
| つくば市筑波地区          | 下宿入口                                                                      | （通過）                                                                                    |
| つくば市筑波地区          | 上大島                                                                        |                                                                                             |
| つくば市筑波地区          | 境ノ町                                                                        | （通過）                                                                                    |
| 桜川市 真壁地区           | 酒寄南                                                                        | （通過）                                                                                    |
| 桜川市 真壁地区           | 酒寄                                                                          | （通過）                                                                                    |
| 桜川市 真壁地区           | 酒寄北                                                                        | （通過）                                                                                    |
| 桜川市 真壁地区           | 松石                                                                          | （通過）                                                                                    |
| 桜川市 真壁地区           | 紫尾団地                                                                      | （通過）                                                                                    |
| 桜川市 真壁地区           | 福田                                                                          | （通過）                                                                                    |
| 桜川市 真壁地区           | 紫尾小学校入口                                                                | （通過）                                                                                    |
| 桜川市 真壁地区           | 東                                                                            | （通過）                                                                                    |
| 桜川市 真壁地区           | 堀の内                                                                        | （通過）                                                                                    |
| 桜川市 真壁地区           | 中村                                                                          | （通過）                                                                                    |
| 桜川市 真壁地区           | 椎尾                                                                          |                                                                                             |
| 桜川市 真壁地区           | 羽鳥                                                                          | （通過）                                                                                    |
| 桜川市 真壁地区           | 桃山                                                                          | （通過）                                                                                    |
| 桜川市 真壁地区           | 伊佐々                                                                        | （通過）                                                                                    |
| 桜川市 真壁地区           | 尾無崎                                                                        | （通過）                                                                                    |
| 桜川市 真壁地区           | 真壁小学校                                                                    | （通過）                                                                                    |
| 桜川市 真壁地区           | 飯塚                                                                          | （通過）                                                                                    |
| 桜川市 真壁地区           | 真壁高校                                                                      | （通過）                                                                                    |
| 桜川市 真壁地区           | 下宿                                                                          | （通過）                                                                                    |
| 桜川市 真壁地区           | 真壁駅 ※急行バスは真壁発着便のみ                                              |                                                                                             |
| 桜川市 真壁地区           | 古城                                                                          | （通過）                                                                                    |
| 桜川市 真壁地区           | （通過）                                                                      | 真壁町民体育館 ※岩瀬発着便のみ                                                              |
| 桜川市 真壁地区           | 伝正寺入口                                                                    | （通過）                                                                                    |
| 桜川市 真壁地区           | 桜井南                                                                        | （通過）                                                                                    |
| 桜川市 真壁地区           | 桜井                                                                          | （通過）                                                                                    |
| 桜川市 真壁地区           | 白井                                                                          | （通過）                                                                                    |
| 桜川市 真壁地区           | 白井北                                                                        | （通過）                                                                                    |
| 桜川市 真壁地区           | 樺穂小学校                                                                    |                                                                                             |
| 桜川市 真壁地区           | 長岡                                                                          | （通過）                                                                                    |
| 桜川市 真壁地区           | 下小幡                                                                        | （通過）                                                                                    |
| 桜川市 真壁地区           | 南小幡                                                                        | （通過）                                                                                    |
| 桜川市 真壁地区           | 上小幡                                                                        | （通過）                                                                                    |
| 桜川市 大和地区           | 延島病院入口                                                                  | （通過）                                                                                    |
| 桜川市 大和地区           | 東飯田                                                                        |                                                                                             |
| 桜川市 大和地区           | 大曽根                                                                        | （通過）                                                                                    |
| 桜川市 大和地区           | 西田                                                                          | （通過）                                                                                    |
| 桜川市 大和地区           | 大曽根北                                                                      | （通過）                                                                                    |
| 桜川市 大和地区           | 雨引小学校                                                                    |                                                                                             |
| 桜川市 大和地区           | 本木中央                                                                      | （通過）                                                                                    |
| 桜川市 大和地区           | 雨引観音入口                                                                  | （通過）                                                                                    |
| 桜川市 大和地区           | 本木                                                                          | （通過）                                                                                    |
| 桜川市 岩瀬地区           | 境                                                                            | （通過）                                                                                    |
| 桜川市 岩瀬地区           | 大坪                                                                          | （通過）                                                                                    |
| 桜川市 岩瀬地区           | 西山                                                                          | （通過）                                                                                    |
| 桜川市 岩瀬地区           | 鍬田                                                                          | （通過）                                                                                    |
| 桜川市 岩瀬地区           | 県西病院                                                                      |                                                                                             |
| 桜川市 岩瀬地区           | 岩瀬駅※駅まで100m弱                                                           |                                                                                             |
| 桜川市 岩瀬地区           | 岩瀬町役場                                                                    | （通過）                                                                                    |
| 桜川市 岩瀬地区           | 岩瀬中央公民館                                                                |                                                                                             |
| 備考                      | 真壁駅-岩瀬中央公民館間 2008年3月31日廃止 筑波山口-真壁駅間 2011年3月31日廃止 | 運賃：つくばセンターから 真壁地区内800円 大和地区内900円 岩瀬地区内1000円 2007年3月31日廃止 |

### 筑波山口 - 真壁駅 - 岩瀬中央公民館線

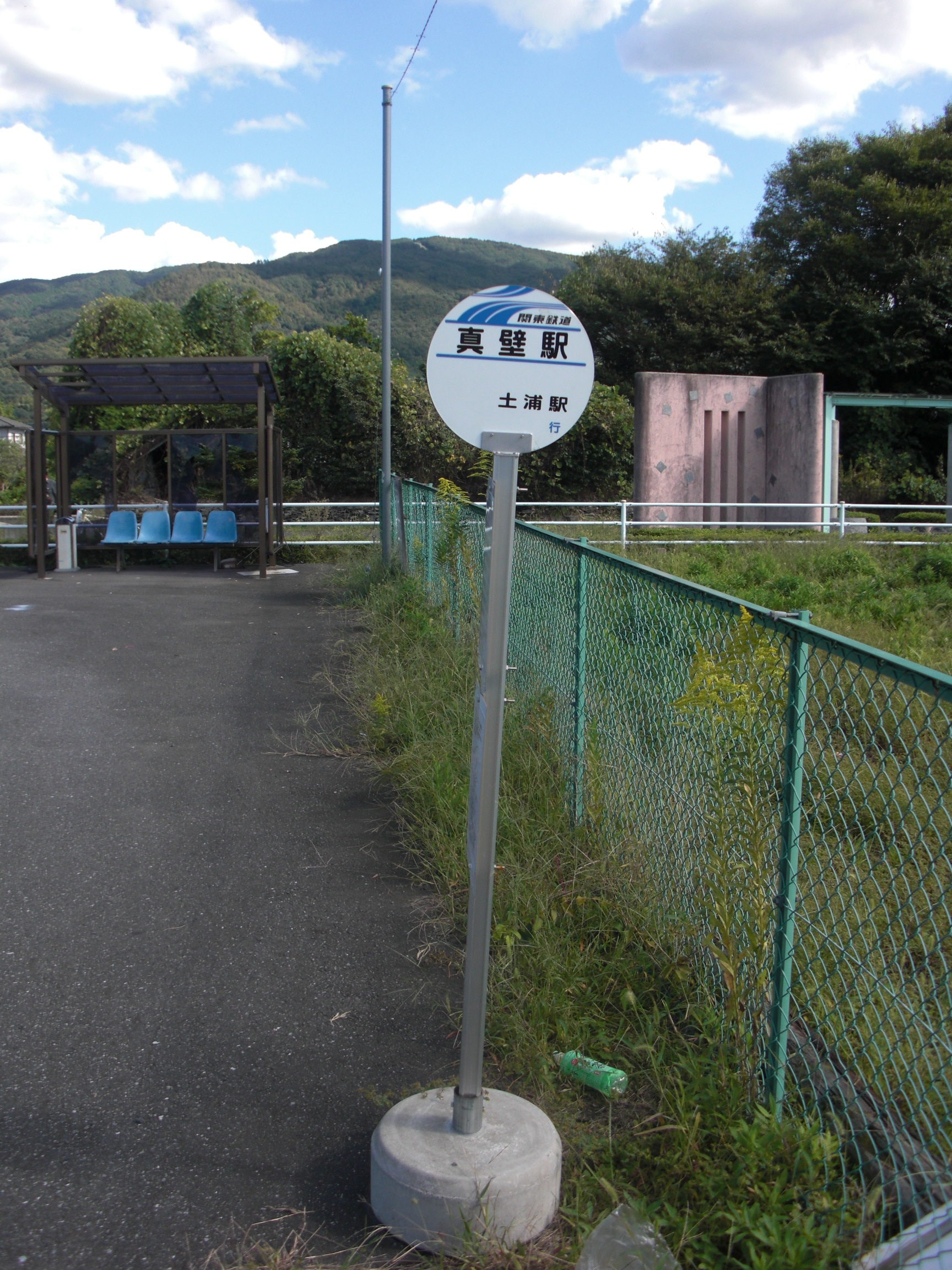
真壁駅バス停留所（廃止）

筑波線の廃止に伴い運行開始した。当初は岩瀬駅バス停は駅裏手の筑波線跡地を転向場として発着していたが、1990年代に駅北側の市街地を経由し岩瀬中央公民館での発着、転向に変更となった。この際に岩瀬駅バス停は旧国道50号上に移設され、水戸線岩瀬駅から100mほどの徒歩移動が必要となった。
2011年3月31日をもって全廃となった。

#### 系統
- 筑波山口 - 真壁駅 - 岩瀬駅 - 岩瀬中央公民館線
  - 2008年3月31日廃止
- 真壁駅 - 岩瀬駅 - 岩瀬中央公民館線（区間便）
  - 2008年3月31日廃止
- （土浦駅 - ）筑波山口 - 真壁駅線
  - 2011年3月31日廃止 - 桜川市から路線バスが消滅

### 岩瀬・真壁急行バス

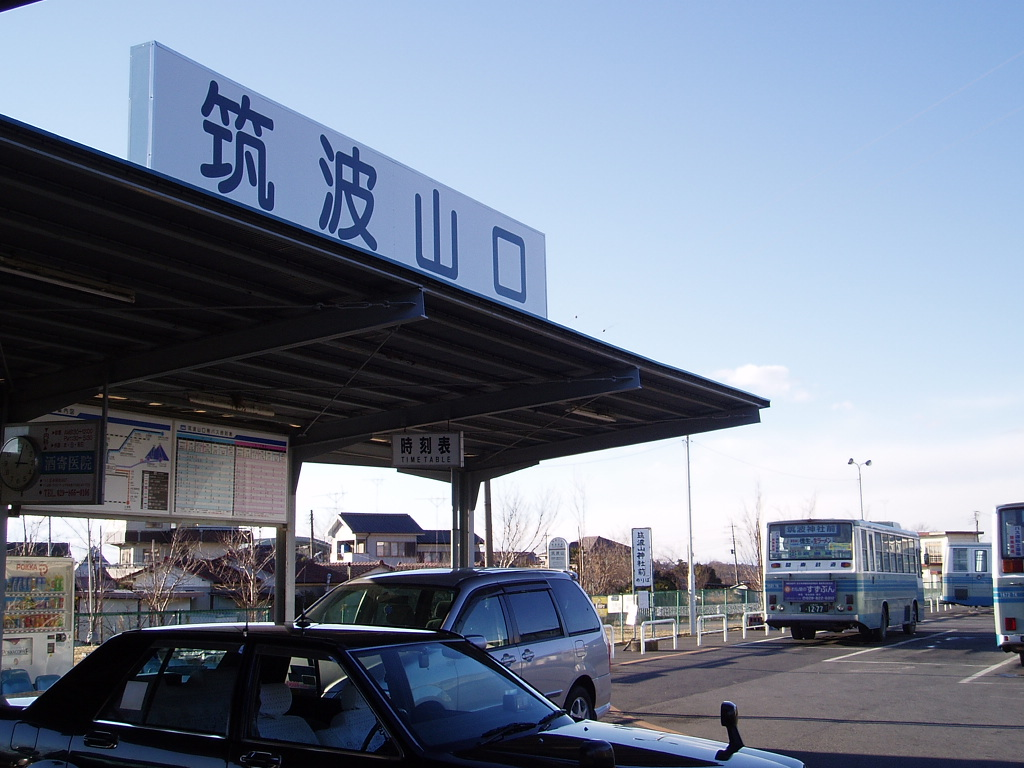
筑波山口バスターミナル

2005年のつくばエクスプレス開業に伴い、同年8月24日、つくばセンター（つくば駅）から真壁郡真壁町を経由し西茨城郡岩瀬町とを結ぶバスが関鉄グリーンバス柿岡営業所の運行でスタートした。既存路線バスの主要停留所のみに停車し、つくばセンター - 筑波山口間は無停車、つくばセンター - 岩瀬中央公民館の所要時間は65分となっていた。停車停留所は上表を参照。
当初は筑波山観光客の利用が盛んであったが、筑波山シャトルバスの運行開始により利用客が4分の1まで減少し桜川市からの補助が打ち切られ、2007年3月31日をもって廃止となった。

### 桜川市・つくば市間広域連携バス

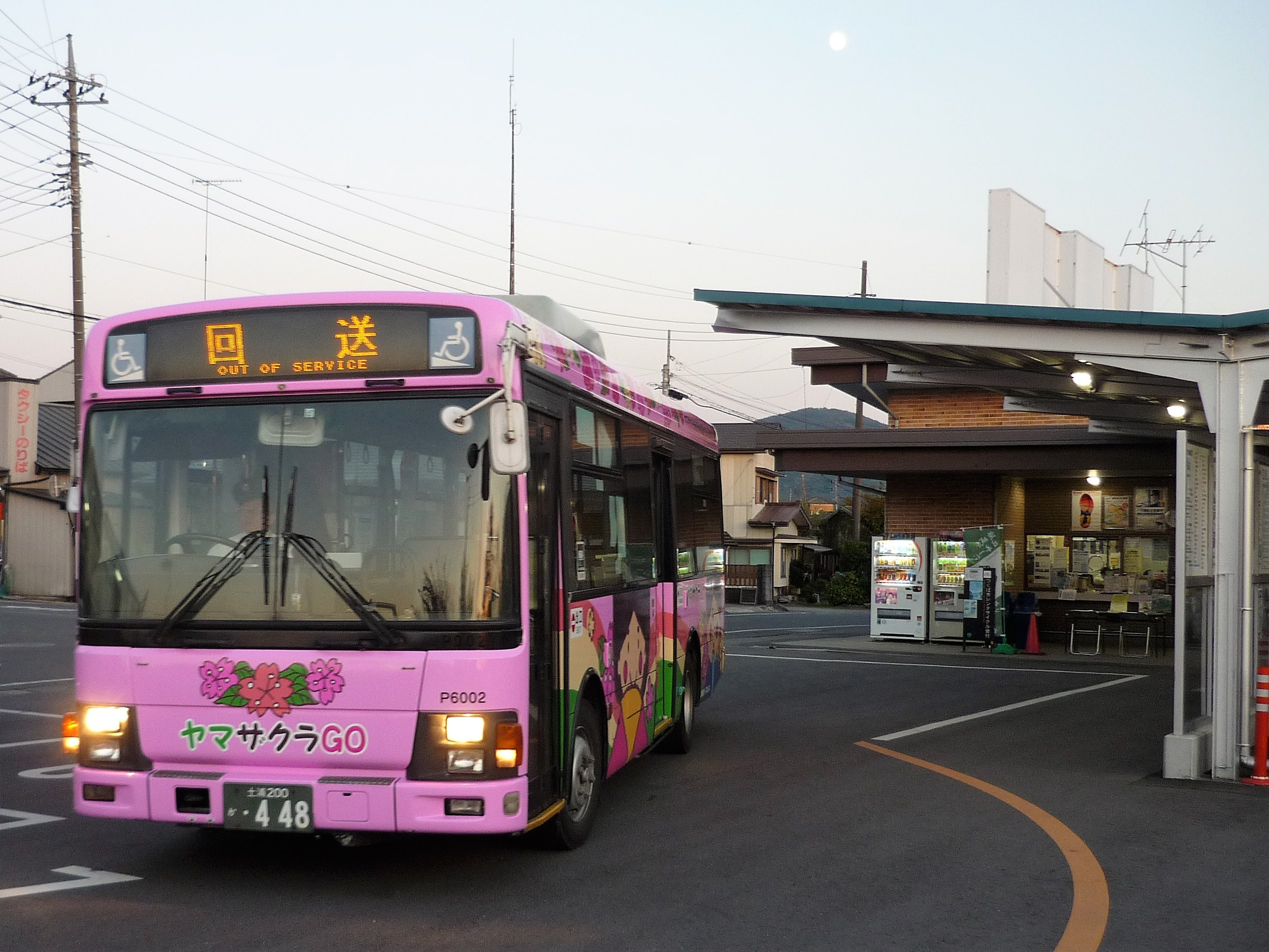
桜川市・つくば市間広域連携バス
桜川市バス「ヤマザクラGO」の専用車両

2016年10月1日より、桜川市が運行主体となるコミュニティバス「桜川市・つくば市間広域連携バス」の実証運行が、筑波山口 - 桜川市役所真壁庁舎間で開始され、桜川市では2011年以来の路線バス復活となった。

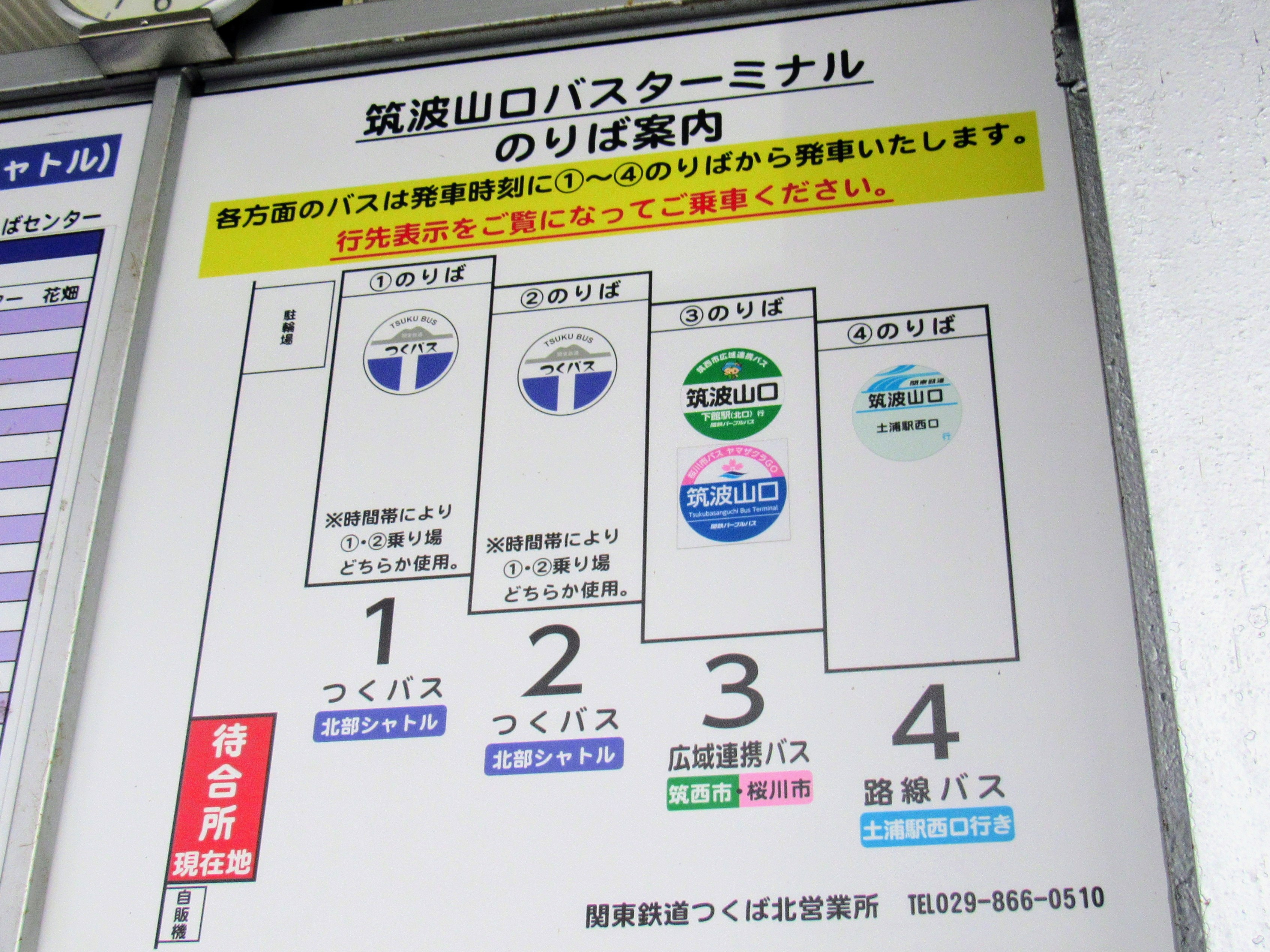
筑波山口での乗り場案内

翌2017年10月1日には本格運行へ移行し、同時に岩瀬駅・岩瀬庁舎まで延伸され、岩瀬地区・大和地区にも路線バスが復活した。つくバスとの連携でつくばセンター - 桜川市役所岩瀬庁舎間を2時間程度で結んでいる。

### 土浦駅 - 筑波山口線

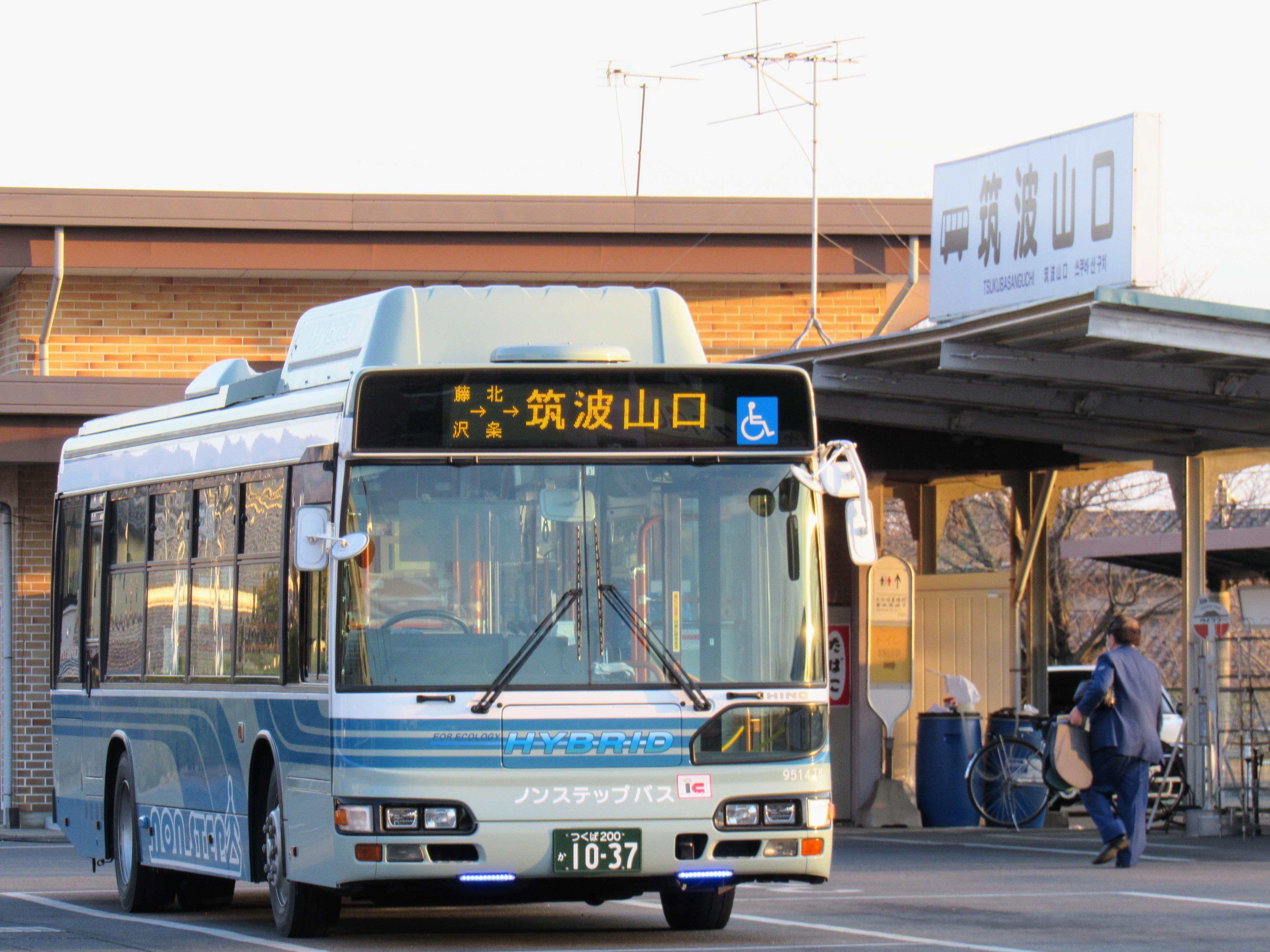
筑波山口バスターミナル

この区間には筑波線廃止以前より、国道125号を経由する路線バスが存在していたため、筑波線廃止後はこの系統が実質的な代替バスとなっている。北条三差路までは土浦駅 - 下妻駅系統が同一経路で運行しているほか、土浦駅 - 高岡（土浦市）の区間便が運行されている。
筑波線廃止時にバス停の新設は行われていない。元々この区間のバスは、国道125号沿いの人口が多い地区を結んでおり、筑波線の駅（特に坂田・常陸藤沢・田土部の各駅）は地区の外れに駅が設けられていたため、この3駅の近隣にはバス停は新設されず、地区の中心にあるバス停で代替される形となった。
なお、虫掛駅付近は当路線のルートから外れている。土浦駅に出る場合に関してはJRバス関東 南筑波線（土浦駅 - 篠崎転向場）の虫掛橋停留所が代替になっていたが、2008年3月31日をもって路線が廃止となった後は代替手段を持たない。

#### つくば霞ヶ浦りんりんサイクルバス

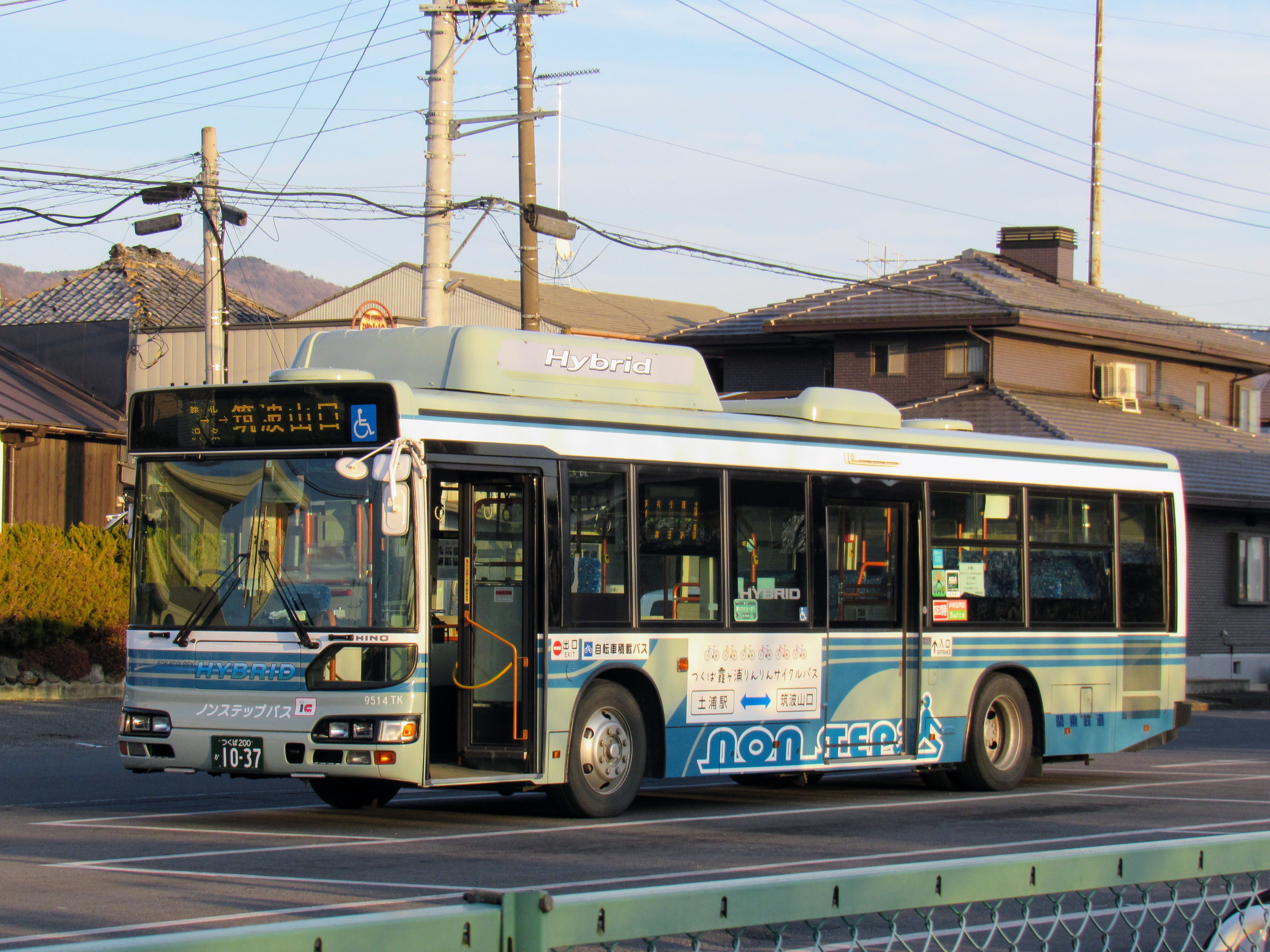
つくば霞ヶ浦りんりんサイクルバス。東京ベイシティ交通からの移籍

つくば霞ヶ浦りんりんロードと関連し、土浦駅 - 筑波山口にて平日2往復、土休日4往復運行されている。車両は特別仕様の日野ブルーリボンシティで、車内に自転車を2台積載できる。

### 代替バスの沿革
- 1987年4月1日：筑波鉄道筑波線が廃止され、代替バスが運行開始。
- 1990年代：岩瀬駅バス停を駅裏手の旧筑波線敷地から市街地側に移設。同時に岩瀬中央公民館へ延伸。
- 2005年8月24日：岩瀬・真壁急行バスが運行開始[23]。
- 2006年10月1日：一般路線バスが土休日の運行を取りやめ。平日のみ運行となる
- 2007年3月31日：岩瀬・真壁急行バスが廃止[23]。
- 2008年3月31日：真壁駅 - 岩瀬中央公民館間が廃止
- 2011年3月31日：筑波山口 - 真壁駅間廃止（桜川市から路線バスが消滅）。
- 2016年10月1日：桜川市・つくば市間広域連携バス桜川市・つくば市間広域連携バスの実証運行が開始（筑波山口 - 桜川市役所真壁庁舎）[24]、桜川市に路線バスが復活。
- 2017年10月1日：桜川市・つくば市間広域連携バスバスが本格運行へ移行[24]。同時に岩瀬庁舎まで延伸。
- 2021年11月1日：土浦駅 - 筑波山口にてつくば霞ヶ浦りんりんサイクルバスが運行開始[25]。